# Thịt bò Kobe

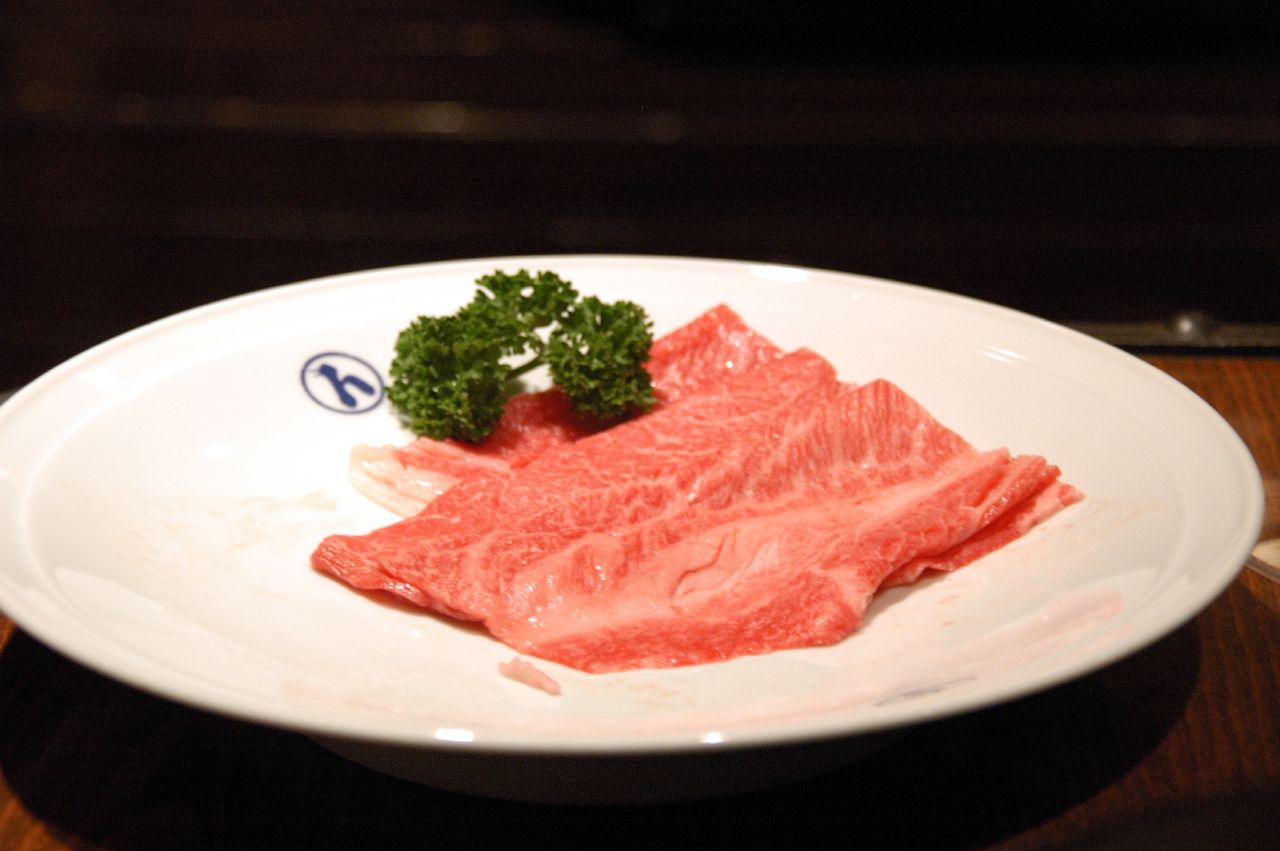
Thịt bò Kobe

Thịt bò Kobe (神戸ビーフ (Thần Hộ beef) Kōbe bīfu) là loại thịt bò nổi tiếng thế giới và là một đặc sản của thành phố Kobe thuộc vùng Kinki, Nhật Bản thịt được lấy từ bò Kobe một giống bò thịt độc đáo của vùng Kobe. Bò Kobe là một trong 3 giống bò Wagyū cho thịt ngon nhất với hương thơm nhẹ, vị béo quyện cùng với những thớ thịt mượt mà như tan dần trong miệng đã làm cho thịt bò Kobe được xếp vào hàng "cực phẩm". Các kỹ thuật nuôi dưỡng bò đặc biệt đã khiến cho thịt bò Kobe có các hương vị rất đặc trưng và không giống một loại thịt bò nào trên thế giới. Thịt bò Kobe rất đắt tiền, một cân Anh (0,454 kg) trị giá hơn 300 USD, loại đặc biệt có giá hơn 1.000 USD. Riêng tại Việt Nam, thịt bò Kobe có giá nhập khẩu không dưới 4 triệu đồng/kg. Ở Hà Nội, giá của một bát phở bò Kobe lên đến 850.000 đồng, cao gấp 40 lần so với một bát phở bình thường. Bò Kobe có thể được chế biến thành bít tết, sukiyaki, shabu shabu, sashimi, teppanyaki và nhiều loại khác.

## Ở Nhật Bản
Thịt bò Kobe ở Nhật Bản là một thương hiệu của.Hiệp hội Marketing & Quảng cáo bò Kobe (神戶肉流通推進協議會 (Thần Hộ nhục Lưu thông Thôi tiến Hiệp nghị hội)). Nó phải đáp ứng những điều kiện sau đây:
- Bò nhà Tajima phải được sinh ra ở Hyōgo.
- Nuôi dưỡng tại đồng cỏ ở Hyōgo.
- Bò phải được đem đi thiến để đảm bảo sự tinh khiết.
- Quá trình làm thịt phải được diễn ra ở Kobe, Sanda, Kakogawa, Himeji, Nishinomiya.
- Tỉ lệ thịt và mỡ, gọi là BMS, phải trên mức 6.
- Chất lượng thịt phải từ điểm 4 đến 5.
- Tổng trọng lượng của thịt từ một con bò phải từ 470 kg trở xuống.

Nhưng với số lượng thịt Bò Kobe "do chính Hãng Kobe xuất xưởng" không có nhiều, mỗi ngày chỉ có vài con "Ngay chính người Nhật muốn đặt thịt bò Kobe do hãng Kobe cung cấp cũng có khi vài tháng mới đến lượt" cho nên những món được quảng cáo là thịt bò kobe thì rất có thể chỉ là loại thịt bò được nuôi theo phương pháp kobe hoặc có xuất xứ ở địa danh trên chứ chưa chắc đã phải là thịt bò do chính hãng Kobe cung cấp.

## Trên thế giới

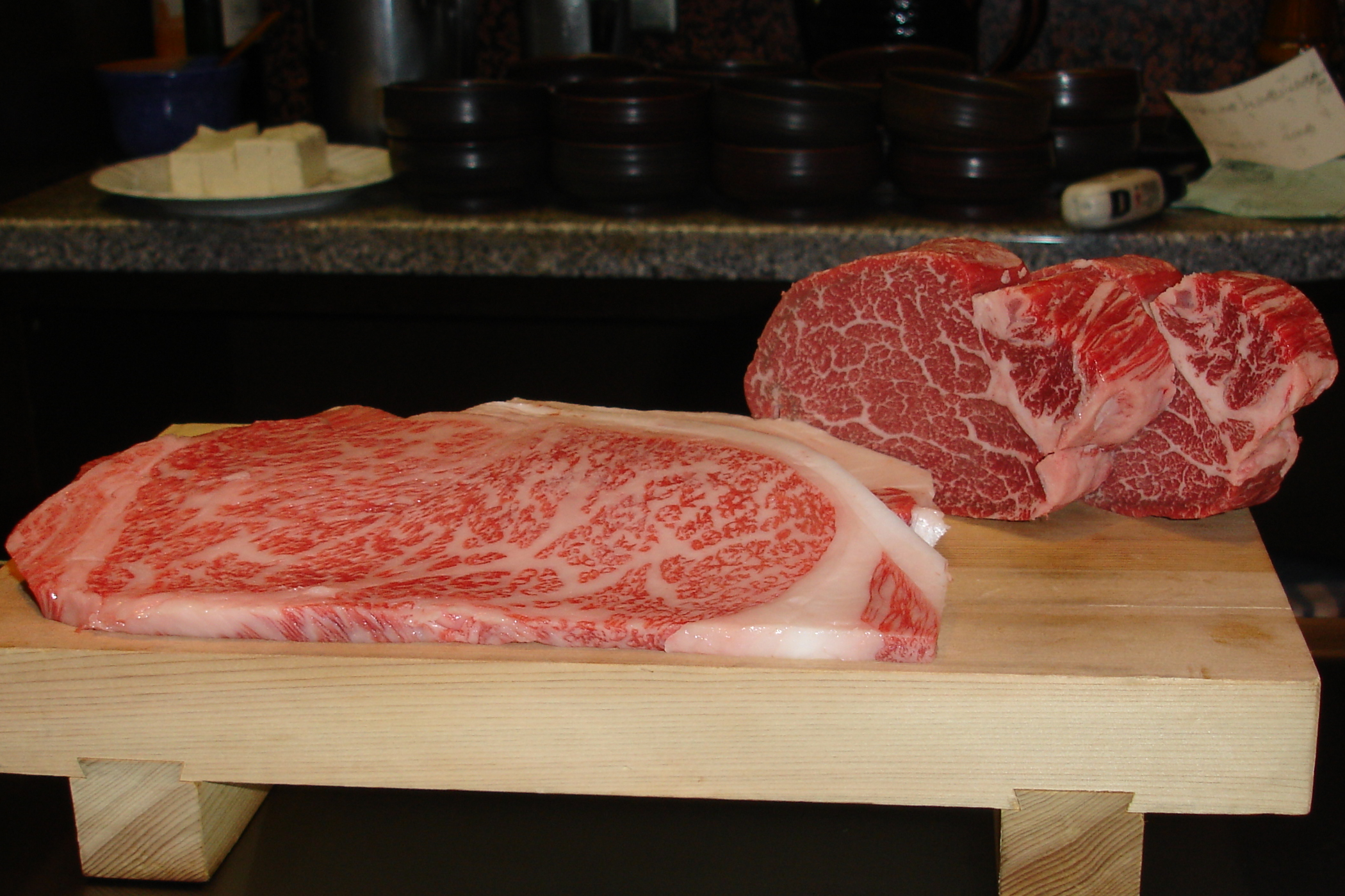
Thịt bò Wagyū, loại Kobe đắt nhất

Thịt bò Kobe tuy rất nổi tiếng nhưng thực khách chỉ có thể tìm được bò Kobe thứ thiệt tại Nhật Bản, Macau và Hồng Kông. Kể từ năm 2011, Macau là nơi duy nhất trên thế giới được nhập khẩu loại thịt bò này, và bắt đầu nhập khẩu vào Hồng Kông vào tháng 7 năm 2012. Thế nhưng, một thực tế rằng thương hiệu bò Kobe lại tràn ngập trong khắp các cửa hàng trên nước Mỹ, thậm chí người tiêu dùng còn có thể đặt hàng qua mạng. Các món ăn làm từ "thịt bò Kobe" này cũng đắt hơn nhiều lần so với các món ăn cùng loại khác. Chẳng hạn, một "hamburger Kobe" có giá lên đến 40$. Theo thống kê, hiện cả thế giới chỉ có khoảng 3.000 con bò Kobe, và dĩ nhiên, không có con nào ở ngoài Nhật Bản. Tại Hoa Kỳ, tất cả các sản phẩm thịt bò từ Nhật Bản không được nhập khẩu vào Hoa Kỳ từ năm 2010 do bệnh lở mồm long móng. Chính vì vậy, tác giả Larry Olmsted, tác giả của loạt bài viết "Food's biggest scam: The great Kobe beef lie" (Vụ lừa đảo thực phẩm lớn nhất: Lời nói dối vĩ đại về thịt bò Kobe) đăng trên Forbes, đã nói rằng tất cả thịt bò Kobe tại Mỹ đều là hàng giả.
Tại Việt Nam, bò Kobe cũng bị cấm nhập khẩu, mặc dù các thịt bò mang nhãn mác Kobe được bày bán rất nhiều trên các nhà hàng tại Hà Nội và Thành phố Hồ Chí Minh. Nguyên nhân là do Cục Thú y chưa hề cấp phép cho đơn vị nào kiểm dịch thịt bò từ Nhật Bản về Việt Nam. Người đứng đầu Cục Thú y nhận định, có thể đã có một đường dây buôn lậu thịt bò Kobe từ Nhật Bản vào Việt Nam bằng chứng thư giả bởi việc đưa thịt bò Kobe vào Việt Nam bằng con đường "xách tay" là rất khó. Đây là sản phẩm đông lạnh, khó bảo quản, phải khai báo và phải trải qua kiểm dịch nhưng Cục Thú y chưa từng làm công việc này đối với thịt bò Kobe. Theo một lãnh đạo của Tổng cục Hải quan, có thể các nhà hàng đang bán bò New Zealand nhưng mạo danh là bò Kobe.